# لوس آلتوس، تگزاس
لوس آلتوس (به انگلیسی: Los Altos) یک منطقهٔ مسکونی در ایالات متحده آمریکا است که در تگزاس واقع شده‌است. لوس آلتوس ۱۴۰ نفر جمعیت دارد.